# Hang Chīneh
Hang Chīneh (persiska: هَنگِ چينِه, هَنگ چينِه, هَنگِه چينِه, گَمگَچينِه, گَمگَچينَ, هَنگَچينِه, هنگ چینه, Hang-e Chīneh) är en ort i Iran.   Den ligger i provinsen Kurdistan, i den nordvästra delen av landet, 500 km väster om huvudstaden Teheran. Hang Chīneh ligger 1 659 meter över havet och antalet invånare är 106.
Terrängen runt Hang Chīneh är huvudsakligen kuperad. Hang Chīneh ligger nere i en dal.Runt Hang Chīneh är det ganska glesbefolkat, med 50 invånare per kvadratkilometer. Närmaste större samhälle är Bīān Darreh, 9,0 km väster om Hang Chīneh. Trakten runt Hang Chīneh består i huvudsak av gräsmarker.